# Bataille de la passe de Kleidion
Guerres byzantino-bulgares
Batailles
- Ongal (680)
- Anchialos (708)
- Marcellae (756)
- Lithosoria (774)
- Marcellae (792)
- Serdica (809)
- Pliska (811)
- Versinikia (813)
- Mesembria
- Guerre de 894 - 896
  - Bulgarophygon
- Guerre de 913 - 927
  - Anchialos (917)
  - Pegae (921)
- Guerre de 970 - 1018
  - Portes de Trajan (986)
  - Thessalonique (995)
  - Passe de Kleidion (1014)
  - Bitola (1015)
- Ostrovo (1040)
- Klokotnica (1230)
- Andrinople (1254)
- Devina (1279)
- Skafida (1304)
- Rusokastro (1332)

La bataille de la passe de Kimbalongos (ou Campulungu, « long champ » en aroumain) ou bataille du Kleidion (de nos jours dans la province de Blagoevgrad en Bulgarie) a eu lieu le 29 juillet 1014 entre la Bulgarie et l’Empire byzantin. Elle constitue le point culminant des hostilités entre les deux empires et se termine par la victoire décisive des Byzantins.
La bataille se déroule dans une vallée entre les monts Bélès et le massif d'Ograjden près du village bulgare actuel de Klyuch. Les deux armées se rencontrent le 29 juillet et la bataille bascule avec l'offensive du corps d'armée byzantin mené par Nicéphore Xiphias contre l'arrière-garde bulgare. Les combats qui s'ensuivent ne font que confirmer la déroute bulgare. Les prisonniers bulgares sont aveuglés sur l'ordre de Basile II qui acquiert de ce fait le nom de Bulgaroctone ou Tueur de Bulgares. Le tsar Samuel parvient à s'échapper mais il meurt deux mois plus tard d'une crise cardiaque. Celle-ci aurait été provoquée par la vue des milliers de prisonniers bulgares aveuglés.
Bien que cette bataille ne marque pas la fin du conflit byzantino-bulgare, les pertes de l'Empire bulgare sont telles qu'il n'a plus les moyens de résister aux Byzantins. De ce fait, la bataille de la Passe de Kleidion est considérée comme la bataille majeure de la campagne bulgare de Basile II. L'échec des successeurs de Samuel à enrayer la progression byzantine entraîne la disparition du Premier Empire bulgare en 1018 et son incorporation au sein de l'Empire byzantin.

## Contexte

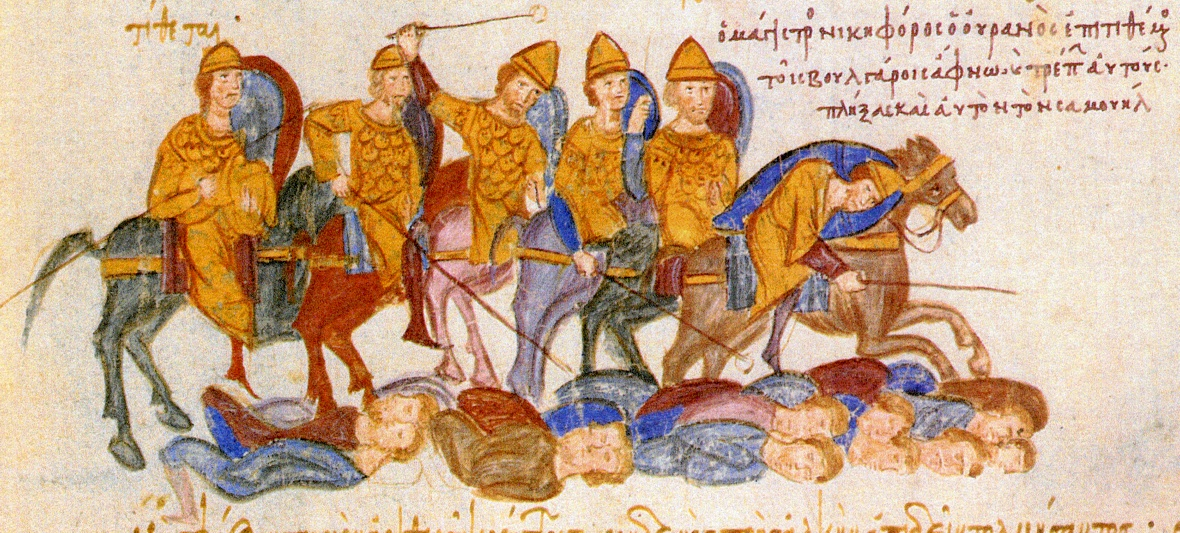
Défaite des Bulgares lors de la bataille de Spercheios.

Carte de la Bulgarie et de l'Empire byzantin vers l'an 1000.

Les origines du conflit byzantino-bulgare sont lointaines. Elles remontent au VIIe siècle lorsque le khan Asparoukh créé un État bulgare le long du Danube sur l'emplacement d'une province de l'Empire romain d'Orient. Ce dernier tente alors de repousser les Bulgares à de multiples reprises sans succès.
En 968, l'Empire bulgare est envahi par le prince de Kiev Sviatoslav Ier. À cette date, l'Empire bulgare qui menaçait encore peu de temps auparavant l'existence même de Byzance du fait des campagnes du tsar Siméon Ier a perdu l'essentiel de sa puissance. Lors du conflit, les raids Rus' sont systématiquement défaits par les Byzantins qui sont aussi en guerre avec les Bulgares depuis la prise en 971 de Preslav, la capitale de l'Empire bulgare. Cette guerre contraint l'empereur Boris II à renoncer au titre impérial et l'est de la Bulgarie passe aux mains des Byzantins. Pour ces derniers, cette conquête signifie la fin de l'existence de l'empire bulgare mais ce dernier maintient son autorité sur les régions occidentales. Sous l'impulsion des frères Comitopouloï David, Moses, Aaron et Samuel, la résistance contre les Byzantins se met en place.

## Prélude
Samuel sait que si les Byzantins veulent envahir la Bulgarie, ils doivent franchir une série de passes montagneuses. Il fait donc en sorte de les barrer. Les Bulgares creusent des fossés le long de la frontière et fortifient de nombreuses vallées et passes dont la passe de Kleidion sur le Strymon qui mène au cœur de l'Empire bulgare. Samuel concentre notamment les fortifications sur la face nord des monts Bélès. La large vallée de la Stroumistsa est idéale pour une offensive et les Byzantins y ont déjà mené plusieurs campagnes lors des précédentes années. Pour parer à tout danger, les Bulgares mettent en place une solide défense. En outre, Samuel choisit la ville de Stroumitsa comme base défensive. Le terrain accidenté vers le sud est occupé par des levées de terre et des murs gardés par de solides contingents bulgares.
La décision de Samuel de faire face à Basile II et à la majeure partie de son armée à Kleidion n'est pas seulement due aux nombreuses défaites et invasions qui ont déjà dévasté son empire. Samuel doit aussi faire face à la chute de son autorité auprès de la noblesse inquiète des défaites face à Basile II. Ainsi, en 1005, le gouverneur bulgare de l'important port de Dyrrachium choisit de rendre la ville à Basile II. Pour faire face à cette menace de défection de la noblesse, Samuel rassemble une large armée pour combattre les Byzantins et certaines sources parlent de 45 000 soldats. Basile se prépare lui aussi et il réunit une grande armée dirigée par plusieurs généraux d'expérience dont Nicéphore Xiphias, le gouverneur de Philippopolis, dont le principal fait d'armes est d'avoir conquis les vieilles capitales bulgares de Preslav et Pliska en 1001.

## La bataille
L'armée byzantine part de Constantinople et se rend vers Kleidion en passant par Komotini, Dráma et Serrès avant d'atteindre les gorges de Rupel sur la rivière Strymon. De là, l'armée entre dans la vallée de la Stroumitsa et atteint le village de Klyuch, lieu où le cours de la rivière s'infléchit pour se diriger vers les monts Bélès et le massif. C'est à cet endroit que l'armée est stoppée par plusieurs obstacles en bois défendus par des soldats bulgares. Les Byzantins décident d'attaquer directement la palissade mais ils sont repoussés avec de lourdes pertes.
Lorsqu'il apprend l'arrivée de l'armée byzantine, Samuel envoie une importante armée dirigée par Nestoritsa vers le sud pour détourner l'attention de Basile II du siège de Klyuch. Cette armée bulgare atteint Thessalonique mais les troupes byzantines dirigées par Théophylacte Botaniatès, le stratège de la ville, parviennent à vaincre les Bulgares et à les repousser lors d'une bataille sanglante. Théophylacte capture un grand nombre de soldats et s'empare d'une importante quantité de matériels militaires avant de marcher vers le nord pour rejoindre Basile II à Klyuch. 
La première tentative de Basile II pour submerger les défenses de la passe de Kleidion a été un échec et son armée est incapable de franchir la vallée défendue par 15 à 20 000 Bulgares. En dépit de ces difficultés, l'empereur byzantin ne renonce pas et il ordonne au général Nicéphore Xiphias de conduire ses troupes le long des Monts Bélès pour encercler les Bulgares pendant que le gros de l'armée byzantine continuerait de mener des assauts dans la vallée contre les défenses bulgares. Xiphias dirige ses hommes le long d'un sentier pentu qui le mène sur les arrières de l'armée bulgare. Le 29 juillet, Xiphias passe à l'attaque et piège l'armée bulgare dans la vallée. Les soldats bulgares abandonnent alors leurs tours pour faire face à cette nouvelle menace. Cela permet à Basile de forcer le passage et de détruire les défenses bulgares. 
Dans la confusion de la bataille, des milliers de Bulgares sont tués et le reste de l'armée tente désespérément de fuir vers l'ouest. Samuel et son fils Gabriel Radomir quittent leur quartier général à Stroumitsa pour tenter de venir en aide à leur armée mais après un combat sans issue près du village de Mokrievo (situé actuellement en Macédoine), les Bulgares sont définitivement submergés par les Byzantins. Un grand nombre de Bulgares sont tués et faits prisonniers à Mokrievo. Quant à l'empereur Samuel, il parvient de justesse à s'échapper grâce à son fils qui le prend sur son cheval et le conduit en sécurité à Prilep. De là, Samuel retourne à Prespa tandis que Gabriel Radomir revient à Stroumitsa pour continuer la lutte contre les Byzantins. 

### Bataille de Stroumitsa
À la suite de sa victoire, Basile II se dirige vers Stroumitsa qui constitue la forteresse principale permettant de contrôler la vallée du Vardar. Alors qu'ils se dirigent vers cette cité, les Byzantins s'emparent de la forteresse de Matsukion. L'empereur byzantin envoie aussi une partie de son armée sous la direction de Nicéphore Botaniatès encercler Stroumitsa et détruire les remparts situés au sud de la ville ce qui permet de libérer la route vers Thessalonique. Avec le restant de ses troupes, Basile met le siège devant Stroumitsa. Les Bulgares ne peuvent empêcher Botaniatès de détruire les fortifications mais ils parviennent à lui tendre une embuscade dans une étroite vallée peu après. Lors de la bataille qui s'ensuit, l'armée de Botaniatès est défaite et Gabriel Radomir tue Botaniatès de sa main. Basile II est alors contraint de lever le siège et de battre en retraite.

### Les prisonniers bulgares
Selon Jean Skylitzès, le nombre de prisonniers bulgares s'élève à 15 000 (Kékauménos cite le chiffre de 14 000). Toutefois, selon les historiens modernes comme Vasil Zlatarski, ces évaluations sont probablement exagérées. La traduction bulgare datant du XIVe siècle de la chronique de Constantin Manassès ne parle ainsi que de 8 000 prisonniers. Toujours selon Skylitzès, Basile II divise les captifs bulgares en groupes de 100 hommes et en fait aveugler 99 tandis que le dernier est seulement éborgné pour pouvoir conduire les autres chez eux. Deux raisons peuvent expliquer un tel acte. D'abord, la volonté de Basile de venger la mort de Théophylacte Botaniatès, l'un de ses meilleurs généraux, tout en cherchant à agir sur le moral bulgare. La deuxième explication réside dans la tradition byzantine de l'aveuglement. Ce châtiment est généralement réservé aux rebelles et les Bulgares seraient dans le cas présent considérés comme des rebelles à l'autorité impériale, ce qui expliquerait cette punition. Quoi qu'il en soit, c'est à la suite de cette bataille que Basile II gagne le surnom de Bulgaroctone ou « Tueur de Bulgares ».

## Conséquences
La mort de Botaniatès et la poursuite de la guerre durant quatre ans montrent que le succès byzantin n'est pas complet. Plusieurs historiens modernes remettent en cause l'idée que la défaite bulgare ait été aussi lourde que le laissent à penser Skylitzès et Kékauménos. D'autres historiens pensent que la mort de l'empereur Samuel eut un impact plus grand sur le sort de la Bulgarie. En effet, ses successeurs Gabriel Radomir et Ivan Vladislav ne parviennent pas à résister aux offensives de Basile II et la Bulgarie est définitivement vaincue en 1018 avec la mort de Jean Vladislav lors de la bataille de Dyrrachium. Le territoire de la Bulgarie est alors divisé en plusieurs thèmes jusqu'à la révolte des frères Asen en 1185 qui conduit à l'établissement du second Empire bulgare.
D'autres historiens considèrent que la bataille est bien un tournant majeur. Les pertes subies par les Bulgares lors de la bataille étant trop lourdes pour permettre une poursuite de la guerre. La capacité du pouvoir bulgare à contrôler les régions périphériques et les provinces internes de l'empire sont réduites et les décisions des gouverneurs locaux deviennent décisives dans la victoire byzantine. En effet, certains d'entre eux décident de se rendre volontairement aux Byzantins.
Enfin, la bataille a aussi un impact sur les Serbes et les Croates qui sont contraints de reconnaître la suprématie byzantine en 1018. Le Danube devient de nouveau l'une des frontières de l'Empire byzantin pour la première fois depuis le VIIe siècle. Cela permet aux Byzantins de contrôler l'ensemble de la péninsule balkanique.

## Sources
- Jean Skylitzès, Synopsis historiôn